# Corbeau (métro léger de Charleroi)
Pour les articles homonymes, voir Corbeau (homonymie).
La station Corbeau est une nouvelle station souterraine programmée pour compléter la ligne M5 du métro léger de Charleroi réalisée en 1980-85 mais jamais mise en service. La station doit desservir une zone d'habitation, le centre commercial Cora de Châtelineau et la plate-forme Charleroi-Châtelet.
Le démarrage du chantier de construction est prévu en 2023 et la mise en service est programmée pour 2027.

## Histoire
Il est prévu l'ouverture du chantier de construction d'un tunnel et de la station en 2023, pour une mise en service en 2027.